# Escalera exterior, escalera interior
Escalera interior, escalera exterior fue una serie de televisión emitida por La 2 de TVE en 1986.

## Argumento
Precursora de las que dos décadas después serían grandes éxitos de televisión como son Aquí no hay quien viva y La que se avecina, la serie centra su argumento en la no siempre fácil convivencia de un vecindario que comparte portal en una céntrica calle de Madrid. Con la dificultad añadida de la separación por clases sociales entre los afortunados que disponen de viviendas en la escalera exterior, con vistas a la calle y las clases más desfavorecidas que habitan los pisos interiores, en su época destinados a la servidumbre. Julián e Isabel son una pareja de jóvenes profesionales que por avatares laborales deben mudarse a una vivienda más modesta en la que encontrarán todo tipo de personajes. Desde el despiadado casero Don Horacio hasta una viuda de clase alta venida a menos o una taquillera de metro.

## Reparto
- Carles Velat ...   Julián
- Maribel Rivera ...   Isabel
- Agustín González ...   Don Horacio
- María Isbert ...   Doña Matilde
- Luis Ciges ...   Paco
- María Massip ...   Paquita
- Eulalia Ramón
- Cristina Higueras ...   La Pantera
- Hugo Blanco
- Sergio Mendizábal
- Karmele Aranburu